# Seznam medailistů na letních olympijských hrách v BMX – ženy
Kompletní přehled všech olympijských medailistek v BMX žen. Do programu LOH byla zařazena tato disciplína v roce 2008.

## BMX
| Rok      | Zlato                                    | Stříbro                                      | Bronz                                       |
| -------- | ---------------------------------------- | -------------------------------------------- | ------------------------------------------- |
| LOH 2008 | Anne-Caroline Chausson · Francie (FRA)   | Laëtitia Le Corguillé · Francie (FRA)        | Jill Kintner · Spojené státy americké (USA) |
| LOH 2012 | Mariana Pajónová · Kolumbie (COL)        | Sarah Walker · Nový Zéland (NZL)             | Laura Smulders · Nizozemsko (NED)           |
| LOH 2016 | Mariana Pajónová · Kolumbie (COL)        | Alise Postová · Spojené státy americké (USA) | Stefany Hernandezová · Venezuela (VEN)      |
| LOH 2020 | Beth Shrieverová · Velká Británie (GBR ) | Mariana Pajónová · Kolumbie (COL )           | Merel Smuldersová · Nizozemsko (NED )       |
| LOH 2024 | Saya Sakakibaraová · Austrálie (AUS)     | Manon Veenstraová · Nizozemsko (NED)         | Zoé Claessensová · Švýcarsko (SUI)          |

## BMX - volný styl
| Rok      | Zlato                                            | Stříbro                                           | Bronz                                 |
| -------- | ------------------------------------------------ | ------------------------------------------------- | ------------------------------------- |
| LOH 2020 | Charlotte Worthingtonová · Velká Británie (GBR ) | Hannah Robertsová · Spojené státy americké (USA ) | Nikita Ducarrozová · Švýcarsko (SUI ) |
| LOH 2024 | Teng Ja-wen · Čína (CHN)                         | Perris Benegasová · Spojené státy americké (USA)  | Natalya Diehmová · Austrálie (AUS)    |